# Janetia
Janetia — рід грибів. Назва вперше опублікована 1976 року.